# Eduardo Albuquerque (atleta)
Eduardo Albuquerque (23 de julho de 1928 – janeiro de 2011) foi um atleta português. Ele competiu no lançamento de martelo masculino nos Jogos Olímpicos de Verão de 1960.